# Christian Kortholt der Jüngere
Christian Kortholt der Jüngere (* 30. März 1709 in Kiel; † 21. September 1751 in Göttingen) war ein deutscher lutherischer Theologe.

## Leben
Christian Kortholt (der Jüngere) war der Sohn des Kieler Professors Sebastian Kortholt (1675–1760) und dessen ersten Ehefrau Anna Kortholt geb. Lobedanz (1688–1711). Er nahm seine Studien zunächst an der Universität Kiel auf und erwarb dort 1728 den akademischen Grad eines Magisters der Philosophie. Danach setzte er seine theologischen Studien an der Universität Wittenberg und an der Universität Leipzig fort. In Leipzig erwarb er 1731 die Vorleseerlaubnis für Hochschulen und wurde im selben Jahr ins große Predigerkollegium aufgenommen. 
1732 war er im Kollegial des kleinen Fürstenkollegiums und absolvierte – den Sitten der Zeit entsprechend – eine Gelehrtenreise, die ihn nach Holland, England und Dänemark führte. Nach der Rückkehr nach Deutschland wurde er dänischer Gesandtschaftsprediger in Wien, bevor er 1742 einem Ruf an die Universität Göttingen als außerordentlicher Professor der Theologie und Universitätsprediger folgte. 1745 promovierte er zum Doktor der Theologie, wurde 1748 Pastor an der Jakobskirche und Superintendent der Kirchen sowie Schulen im Amt Harste.

## Werkauswahl
- Oratio Jubilaea. de sacris Cimbricis ducobus abhinc seculis emendatis. Kiel 1727
- Diss. inaug. de sacrorum Christianorum in Cimbris primordiis. Kiel 1723
- Diss. II de ecclesiis suburbicariis. Leipzig 1730, 1731,
- Diss. de philosophia orientali primia post C. N. Seculis ecclesiam Christianorum turbante. Leipzig 1733
- Epistola de societate antiquaria Londinensi. Leipzig 1754
- Epistola de Matthaeo Tindalio. Leipzig 1754
- Ge. Benson’s vernunftmässige Vertheidigung des vortrefflichen Nutzens des Gebets; aus dem Engl, übersetzt. Leipzig 1736
- Rede zum Gedächtniss des seel. D. Job. Alb. Fabricius. Leipzig 1736
- Gründlicher Beweis der Wahrheit der christlichen Religion und der wichtigsten Lehren, welche in selbiger vorausgesetzt werden. Leipzig 1737, Liegnitz 1752
- Progr, que testimenium Spiritus S. veritatem religionis Christianae praeter caetera stabilire et praecipua quadam ratione communire summatim declarat. Göttingen 1742
- Progr. de humanae conditionis dignitate ex natali Jesu Christi derivanda. Göttingen 1742
- Progr. de infigni pie defunctorum beatitate, quam, quoad animam, ante gloriosum corporis in vitam reditum, consequuntur. Göttingen 1744
- Epistola de pietate obstetricum Aegyptiacarum. Göttingen 1744
- Fragen aus der Kirchenhistorie des N. T. 2. und 3. Fortsetzung (der Heinsiusischen Kirchenhistorie)., Jena 1744, 1747
- Diss. inaug. de enthusiasmo Mohammedis. Göttingen 1745
- Progr. de voluptate, quam angeli divini ex nativitate Jesu Christi coeperunt. Göttingen 1746
- Progr. Vom Unterschiede der geistlichen und weltlichen Beredsamkeit. Göttingen 1746
- Beweis, dass der Tod seine Annehmlichkeiten habe. Jena 1746
- Geistliche Reden, welche bey besondern Gelegenheiten sind gehalten worden. Jena 1746
- Antritts – Predigt zu Göttingen. 1747
- Diss. inaug. de. arhore cognitionis boni et mali divino erga genus humanum beaeficio. Göttingen 1748
- Diss. de Simone Petro primo Apostolorum et. ultimo. Göttingen 1748
- Progr. de insirmitatibus humanae Christi naturae. Göttingen 1749
- Die Pflichten der ledigen Jugend, in Absicht auf ihren zukünftigen Haus- und Ebestand, am 2ten Sonntage nach dem Fest der Erscheinung Christi vorgetragen. Göttingen 1749
- Diss. de Luther о contra indulgentiarum nuridinationes hand quaquam per invidiam disputante. Göttingen 1750
- Abschiedspredigt am 14ten Sonntage nach Trinitatis in der Universitätskirche zu Göttingen gehalten. Göttingen 1750
- Von den Vortheilen eines langen Lebens. Göttingen 1750.
- Progr. de spiritu, aqua et sanguine veritatis religionis Christianae testibus, 1 Joh. V. Göttingen 1750